# Andrés Reyes y Buitrón
Josef Andrés Corsino de los Reyes y Buitrón (Chancay, 30 de diciembre de 1780 - Lima, 24 de julio de 1856) fue un político y militar peruano. Prócer de la Independencia del Perú, fue de los primeros peruanos que se sumaron a la Expedición Libertadora de José de San Martín. Fue prefecto del departamento de la Costa en 1824. Elegido senador por Lima, presidió su cámara y el Congreso entre 1829 y 1831. Este fue el primer Congreso Ordinario y Bicameral de la historia republicana. En su calidad de presidente del Senado, ocupó interinamente el Poder Ejecutivo en dos oportunidades como Encargado del Mando, por ausencia del presidente constitucional Agustín Gamarra y la expulsión del vicepresidente Antonio Gutiérrez de la Fuente (1831). Fue asimismo un próspero agricultor, dueño de extensos fundos en el Norte Chico.

## Prócer de la Independencia
Hijo de Gaspar de los Reyes Villanueva y Manuela Catalina Buitrón y Solórzano. Se dedicaba a la agricultura, cuando se enteró sobre las expediciones de los patriotas rioplatenses en el Alto Perú (1810-1813), hecho que lo movió a militar en la causa de la independencia. Auspició en Supe la proclamación de la Independencia, el día 5 de abril de 1819, en momentos en que llegaba a sus costas el primer crucero Cochrane. Para evitar la inevitable persecución de los realistas, fue convencido de trasladarse a Chile en dicho crucero.
Retornó al Perú con el segundo crucero Cochrane. Desembarcó en Paita y otros lugares, actuando como parlamentario ante la población, a la que alentó a sumarse a la causa patriota, instándolos a dejar de obedecer a los realistas. Como reconocimiento a sus servicios, el general José de San Martín le dio el rango de capitán y lo incorporó a la Expedición Libertadora, cuyo cuartel general se instaló en Huaura.
Fue destacado al norte con la misión de reclutar fuerzas. En Huacho organizó montoneras, con las que acosó a los realistas. Ocupó la villa de Chancay y luego se dirigió a Supe, cuando sufrió el ataque del general español Gerónimo Valdés.
Se contó entre las fuerzas patriotas que ingresaron a Lima el 10 de julio de 1821, y asistió a la proclamación de la Independencia, el 28 de julio. Fue incorporado a la Orden del Sol en calidad de benemérito, el 12 de noviembre de ese mismo año. Actuó luego como ayudante de José de San Martín, que ya había instaurado el Protectorado. Fue ascendido a teniente coronel y nombrado prefecto del departamento de la Costa (1824).

## Presidente del Senado
Fue elegido senador de la República del Perú por el departamento de Lima en 1829. Formó así parte del primer Congreso Ordinario y Bicameral de la historia republicana del Perú, que se instaló el 31 de agosto de 1829 en la capilla de la Universidad de San Marcos. En esta primera sesión, Reyes fue elegido presidente del Senado (y por tanto, del Congreso). Le acompañaban en la Mesa Directiva: Nicolás de Araníbar (vicepresidente); José Freyre Rodríguez (secretario propietario); y Luciano María Cano (secretario suplente).
La primera cuestión que trató este Congreso fue la elección del presidente y vicepresidente de la República provisorios (entonces gobernaba de facto el general Antonio Gutiérrez de la Fuente, lugarteniente del general Agustín Gamarra, luego del golpe de Estado que ambos hicieron contra el presidente José de La Mar). De acuerdo a la Constitución Política de 1828, al estar vacante la presidencia de la República, correspondía al presidente del Senado asumirla. Pero Reyes se negó a ello, si bien dirigió la sesión donde se trató el asunto. Después de un arduo debate parlamentario, se acordó nombrar como presidente y vicepresidente interinos a Gamarra y La Fuente, respectivamente, los cuales debían ejercer hasta que dieran pase a un presidente elegido por voto popular. Realizadas dichas elecciones, resultó elegido el mismo Gamarra, que tuvo nuevamente como vicepresidente a La Fuente.
En 1831, Reyes fue reelegido como presidente del Senado.

## Encargado del Mando
Reyes, en su calidad de presidente del Senado, se hizo cargo del Poder Ejecutivo con el título de Encargado del Mando, ante la expulsión del vicepresidente Antonio Gutiérrez de la Fuente y por hallarse el presidente Agustín Gamarra ocupado en debelar una sublevación en el sur (18 de abril de 1831).  Dicho mandato interino lo ejerció hasta el 7 de junio, para retomarlo nuevamente de 29 de junio a 14 de diciembre del mismo año. Pero una vez que devolvió el mando a Gamarra y finalizó su periodo como senador, se abstuvo de participar en política y volvió a la vida privada en su condición de terrateniente. Fue dueño de la hacienda Huando, en el valle de Chancay.

## Descendencia
Viudo de Josefa Echenique, contrajo segundas nupcias con Antonia Largacha y Del Río el 9 de noviembre de 1842, conviviendo hasta su deceso en 1856. Fruto de esta relación nació Andrea de los Reyes Largacha, quién se casó en 1862 con Waldo Augusto Graña González; entre sus descendientes están Francisco Graña de los Reyes, Antonio Graña de los Reyes (presidente del Club Nacional, 1924-1927), Francisco Graña Garland, Rosa Graña Garland, José Graña Miró Quesada, Hernando Graña Acuña y los principales accionistas de Graña y Montero, la mayor constructora del Perú.